# Браччи, Франсуа
Франсуа Браччи (фр. Francois Bracci; 31 октября 1951, Бенайм — 28 декабря 2023) — французский футболист и футбольный тренер.

## Карьера

### Клубная
Профессиональную карьеру начинал в марсельском «Олимпике», далее выступал за «Страсбур», «Бордо», «Руан», завершал же игровую карьеру в клубе «Безье». Чемпион Франции 1971/72 и обладатель Кубка Франции 1975/76 в составе марсельского «Олимпика».

### Тренерская
В 1985 году ещё будучи игроком «Руана», выступал за клуб в качестве играющего тренера, затем работал в секции футбола «Безье», с 1987 по 1991 год тренировал вторую команду «Бордо», после чего работал главным тренером клубов «Эперне» и «Ла-Рош-сюр-Йон». С 1993 по 1996 год был одним из тренеров в «Олимпике» из Лиона, тренировал «Тулон», работал спортивным директором в «Амьене». С 2000 по 2002 год совмещал работу тренера и генерального директора в «Мартиге». С 2003 года работает в странах Магриба, среди которых клубы: «Константина», «МК Алжир», «Олимпик Хурибга», «ФЮС», «Дифаа», «Клуб Африкэн». С июня 2013 года возглавлял клуб четвёртого дивизиона Алжира «Лагуат». Чемпион Алжира 2009/10, обладатель Кубка Алжира 2005/06 и Суперкубка Алжира 2006.

### Международная
С 1973 по 1982 год выступал за сборную Франции, за которую играл на чемпионате мира 1978 года, всего же за национальную сборную провёл 18 матчей, голами не отметился.

## Личная жизнь
В пятницу 25 апреля 2014 года в Великой мечети Алжира произнёс шахаду и принял ислам.